# 콘드라티예프 파동

콘드라티예프 파동(Kondratief-波動, Kondratiev wave, supercycles, great surges, long waves, K-waves, long economic cycle)은 콘드라티예프에 의하여 제시된 50∼60년의 긴 주기의 파동을 말한다. 이 장파는 최저 40년부터 최장 70년에 미치는 느슨한 파동 운동이라 보고 있다. 콘드라티예프는 19세기에 있어서의 경기 순환이 7년∼11년의 지속 기간을 가졌기 때문에 9년의 기간을 골라 그 이동평균에서 트렌드를 구하고, 금리·노임·외국 무역액·석탄·선철·납의 생산량 등을 실마리로 평균 50년 내지 55년을 주기로 하는 장기 파동을 산출했다. 이 장기 파동의 원인에 관하여 콘드라티예프는 그것이 자본주의 경제 본질의 고유한 원인에서 생긴다고 보고 있으나, 이외에 전쟁설이나 기술 사용설 등 각종 설이 있어 아직 충분히 해명되어 있지 않다.

## 개요
자본주의 경제운동에 대한 역사적 경험을 살펴보면 번영 혹은 호경기와 침체 혹은 불경기를 반복하는 형태를 취하고 있다. 콘드라티예프는 이에 대하여 장기 파동을 이론적 통계로 분석하였는데 이것을 콘드라티예프 파동이라 한다. 콘드라티예프는 1780년부터 1920년에 걸친 9년간의 이동평균에서 추세를 구하여 물가·이자율·생산량의 여러 변수에서 실마리를 구하여 평균 54∼60년을 주기로 한 장기 파동을 발견하였다. 제1의 파동은 1780년대의 초부터 1890년대까지이며 제2의 파동은 1850년대의 초부터 1890년대까지이며 제3의 파동은 1890년대의 초부터 1920년대까지로 되어 있다. 이 장기 파동에 대해서 여태까지의 이론적 설명은 대체로 세 가지가 있다. 우선 시피토프(A.A.C. Spiethoff 1873∼1957)와 빅셀(J.G.K. Wicksell 1851∼1926) 및 슘페터 등의 신투자동인설(新投資動因說)이다. 즉 기술의 진보, 기업의 신기축, 신자원의 개발 및 신영토의 개발에 따른 새투자의 증대에서 그 원인을 구한다. 이를 슘페터 이론으로 설명한다. 먼저 선도자로서의 기술혁신이 있다. 이것을 지도자로서의 기업가가 선단(先端)을 끊고 맨 처음에 채용한다. 이것이 성공하면 다음에는 모방자로서의 기업가가 계속 나타나서 기술혁신을 채용하는 수단인 투자액을 증대시켜 간다. 이와 더불어 고용의 기회는 증대하고 생산도 증대한다. 이것이 드디어 전반에 미치면 유리한 투자기회가 바닥 나게 되어 투자는 감소해 간다. 따라서 고용기회도 감소하고 생산도 축소된다. 그리하여 또 다음의 기술혁신이 등장하여 똑같은 경로로 경제는 상승과 하강의 길을 걷게 된다.  과연 제1파동의 1780년대는 산업혁명의 시기에 해당하고, 제2파동의 1850년대는 철도의 시설에, 제3파동의 1890년대는 전력의 보급과 자동산업이란 기술혁신의 파동에 대응하고 있다.  그 외에 원트루프(S.C. Wantrup)의 전쟁원인설과 카셀(Gustay Cassel 1866∼1945) 및 보이틴스키(Wladimir S. Woytinsky 1885∼1953)에 의한 금 생산량의 증감설이 있다. 그러나 이들은 모두가 장기파동으로서는 부차적인 의미를 갖는 데 지나지 않아 널리 받아들여지고 있지 못하며, 경기순환의 본질을 기업의 기술혁신에서 구하는 학설이 유력하다. 이에 따라서 장기파동의 설명도 일반적으로 기술혁신의 파동에 따르고 있다. 다만 기술혁신은 기업가가 채택한다고 하는 범위내에서 경제적 문화와 접촉을 하지만 그 외 순수자연과학의 발달에 의존하는 바도 크다. 따라서 남은 문제는 기술혁신의 파동이 과연 규칙성 있게 존재하는가의 여부이다.  마지막으로 이 장기파동을 해로드 및 도머 이후의 경제성장론과의 관계에서 그 이론적 위치를 살펴보고자 한다. 콘드라티예프는 장기파동을 성장 현상을 수반하는 순환으로 보지 않고 통상적인 경기순환으로 보았다. 그리하여 이 파동을 측정하는 대상은 물가, 임금, 이자 등의 가격계열(系列)로서 생산, 고용, 소비 등 물량계열에 대해서는 부정적이었다. 다시 말해서 장기파동을 가격현상으로 포착한 데에서 성장 현상이 전면(前面)으로 부각되지 않은 원인이 있다. 해로드 이후에는 성장을 수반하는 순환의 형태로 이론적 구성이 바뀌어 왔다. 콘드라티예프의 장기파동을 성장론의 입장에서 재구성하여 보면 순환적 성장의 메커니즘에 대하여 해명을 시사하는 바가 있다고 간주된다.

## 같이 보기
- 쿠즈네츠 파동
- 제2차 산업 혁명

## 참고 자료
- 이 문서에는 다음커뮤니케이션(현 카카오)에서 GFDL 또는 CC-SA 라이선스로 배포한 글로벌 세계대백과사전의 내용을 기초로 작성된 글이 포함되어 있습니다.